# Södermanlands runinskrifter 250
Runinskrift Sö 250 är utförd på en runsten som står utmed Nynäsvägen och mittemot infarten till Jursta i Ösmo socken på Södertörn. Runorna ristades under 1000-talet.
Stenen har flyttats minst två gånger, först till en stuga i trakten, men husets invånare sammankopplade några oljud med stenens närvaro och därför transporterades den till ett ställe lite norr om Jursta by. År 2001 kom stenen till sin nuvarande plats.

## Inskrift
Nusvenska: "Gynna reste denna sten efter Saxe, Halvdans son."

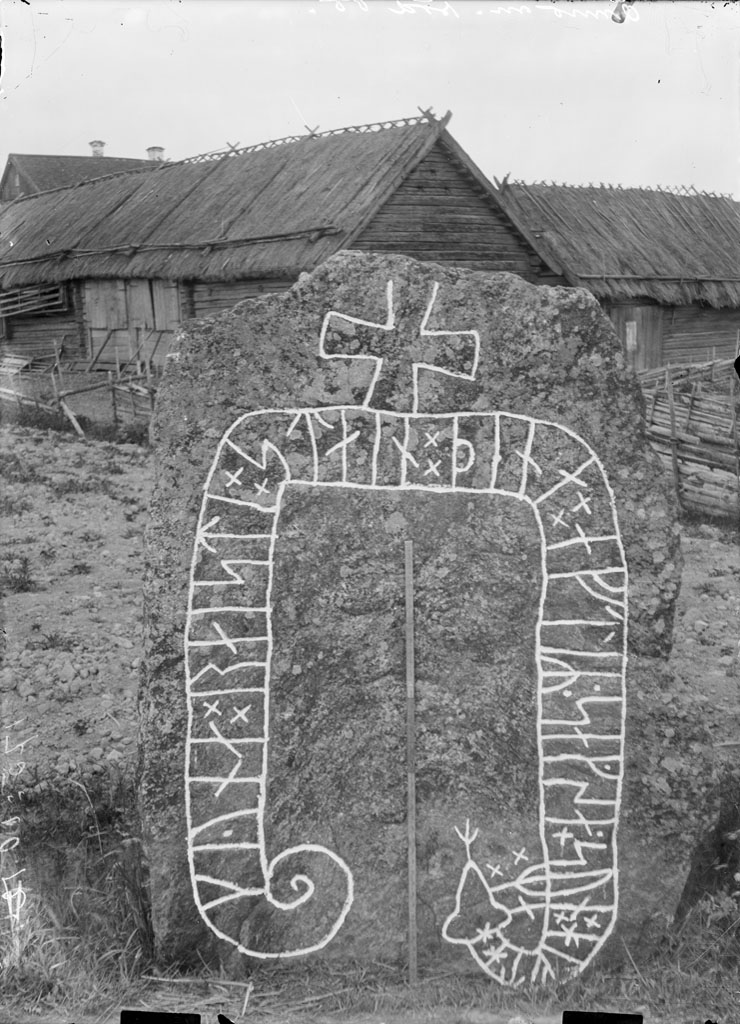
Stenen där den stod cirka 1900 fotograferad av Erik Brate.